# Fēnix
Fēnix – stalowy roller coaster typu Wing Coaster otwarty 7 lipca 2018 roku w parku Toverland w Sevenum, w Holandii, zbudowany przez przedsiębiorstwo Bolliger & Mabillard.

## Historia
27 września 2017 roku park Toverland ogłosił plany budowy nowej kolejki typu Wing Coaster firmy B&M.
18 grudnia 2017 roku do parku przybyły pierwsze elementy roller coastera.
7 maja 2018 roku na swoje miejsce trafił ostatni element toru kolejki.
19 czerwca 2018 roku ok. 20:00 przeprowadzony został pierwszy przejazd testowy.
Kolejka została oddana do użytku w dniu 7 lipca 2018 roku wraz z nową strefą tematyczną parku pod nazwą Avalon.
W sezonie 2019 tematyzacja roller coastera została rozszerzona o animatroniczną figurę Lodowego Smoka, powstałą przy udziale firmy Theme Builders Philippines, Inc..

## Opis przejazdu
Pociąg opuszcza stację, przejeżdża przez zaciemnione pomieszczenie stanowiące element tematyzacji (element dark ride), skręca w lewo i rozpoczyna wjazd na główne wzniesienie o wysokości 40 m. Pociąg skręca następnie w lewo po czym wykonuje połączenie inwersji i pierwszego spadku pod nazwą Dive Drop, po czym przejeżdża przez wzniesienie z przeciążeniami ujemnymi oraz inwersję zwaną immelmann. Następnie pokonuje prawoskrętną spiralę 270° oraz połączenie inwersji ze wzniesieniem z nieważkością (zero-g-roll), przejeżdża przez podwójny slalom, zostaje wyhamowany i wraca na stację.

## Tematyzacja
Motywem przewodnim kolejki jest mitologiczny ptak Feniks. Tematyzację kolejki opracowała firma Universal Rocks, a ścieżkę dźwiękową przygotowała IMAscore. Tor kolejki niebieski, podpory ciemnobrązowe.

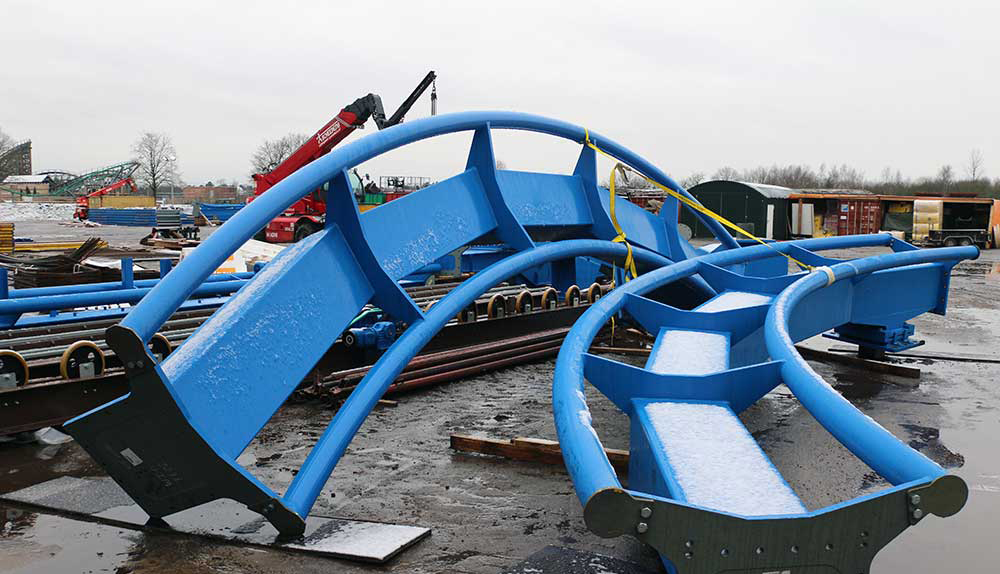
Elementy toru kolejki w trakcie budowy.
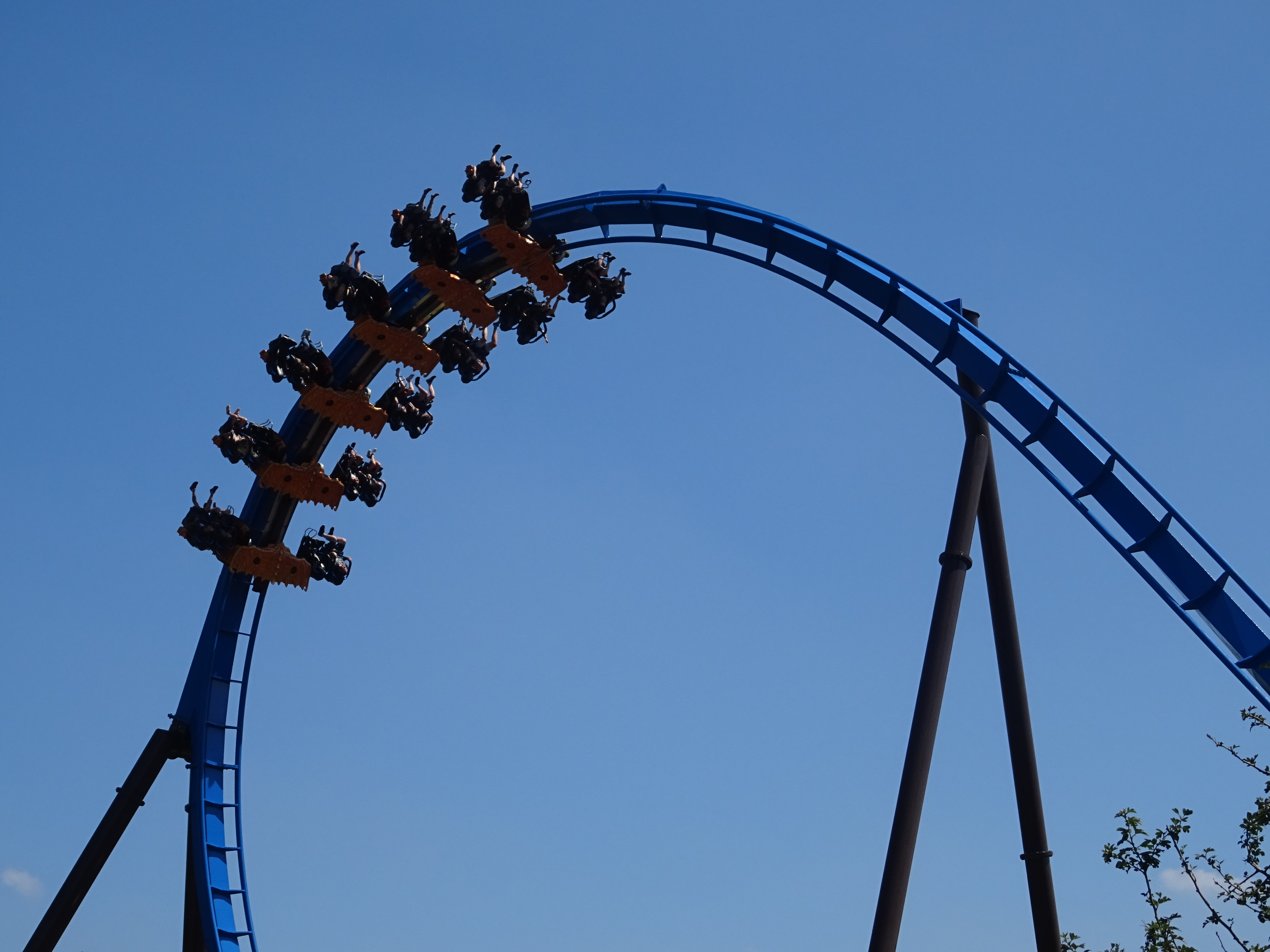
Pociąg pokonujący drugą inwersję (immelmann).
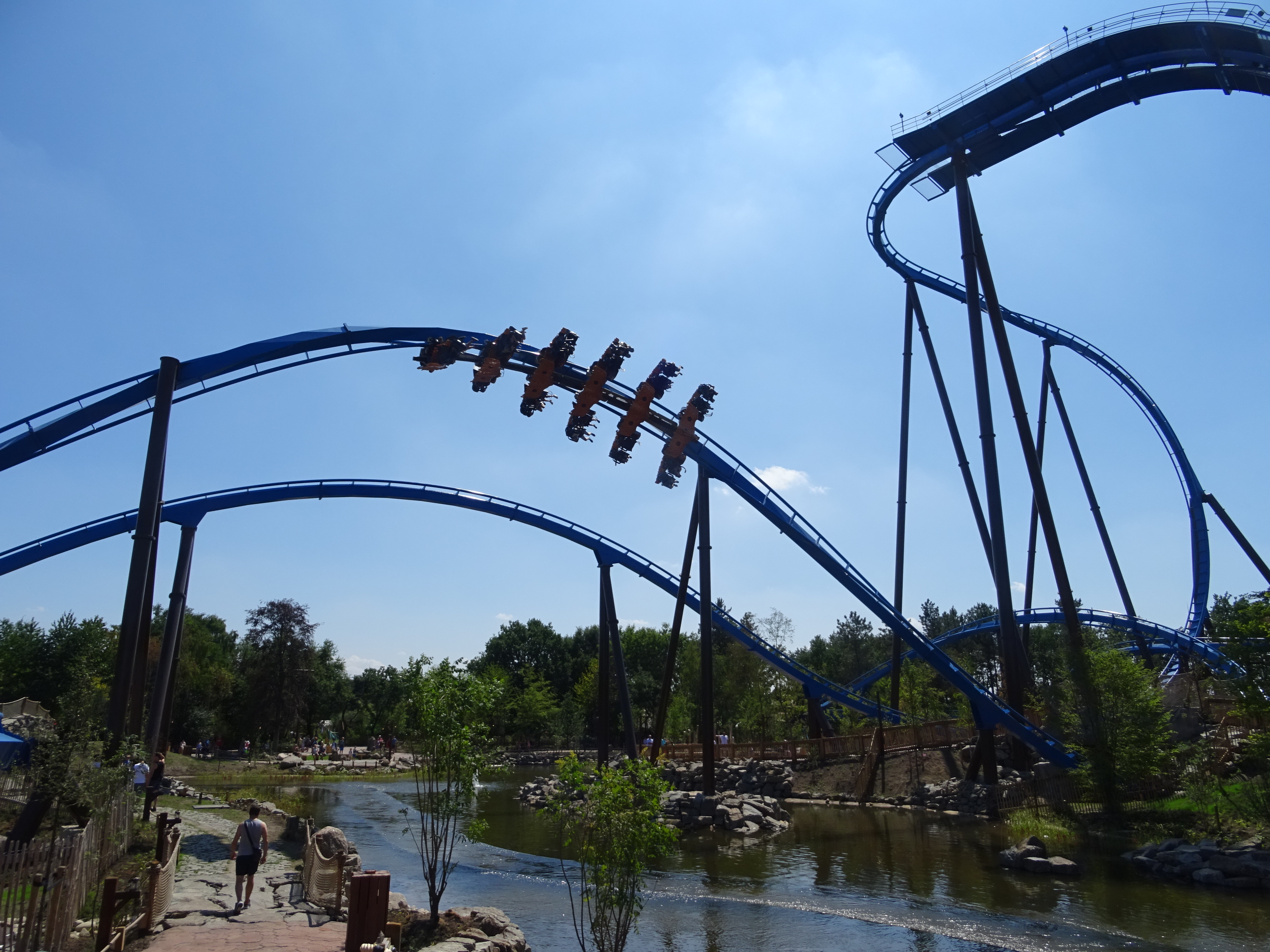
Pociąg pokonujący trzecią inwersję (zero-g-roll).
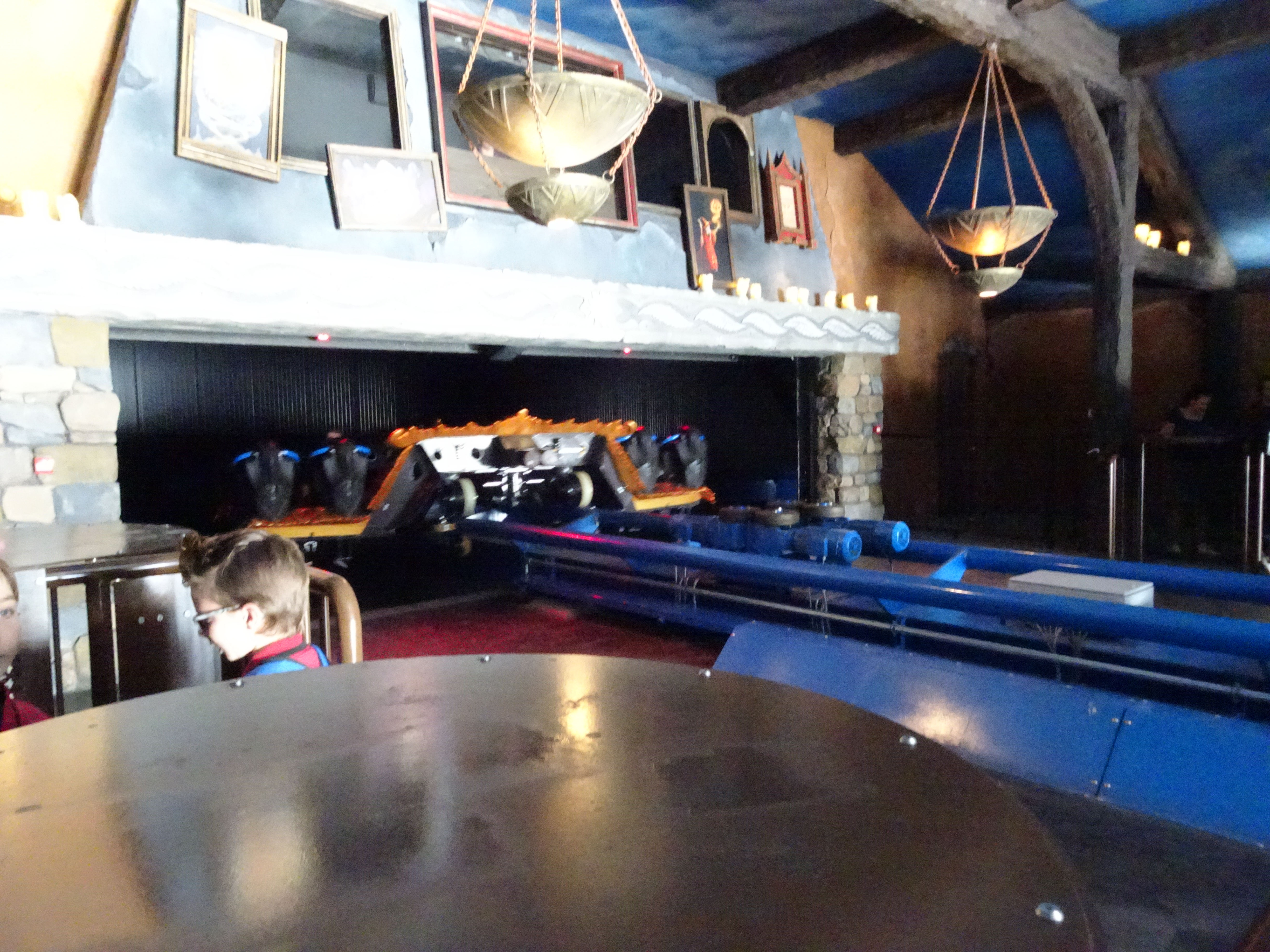
Wnętrze stacji.
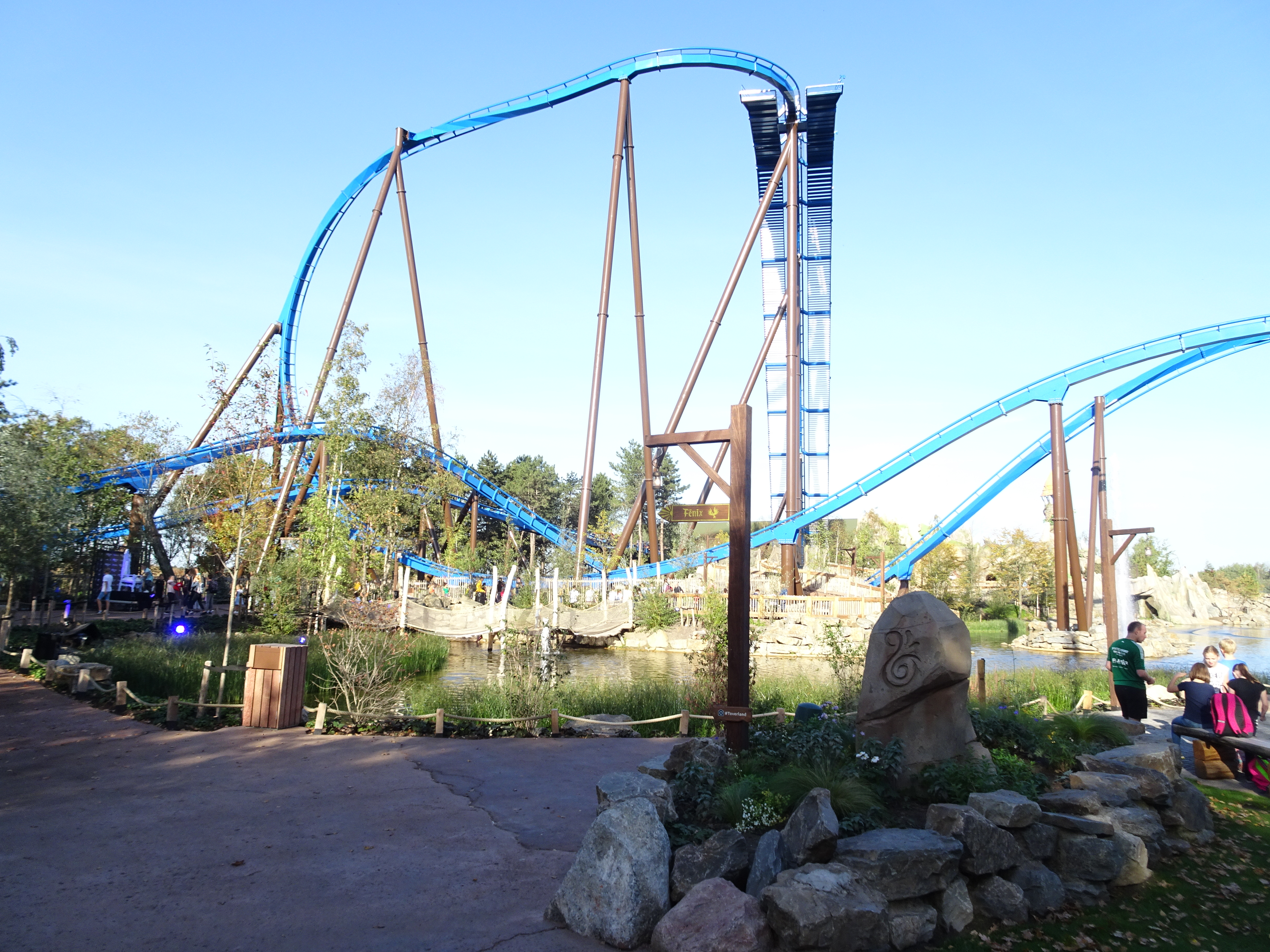
Pierwszy spadek (dive drop).

## Miejsce w rankingach
Fēnix zajął 2. miejsce w rankingu European Star Award dziesięciu najlepszych nowych kolejek górskich wybudowanych w Europie w 2018 roku.